# Ocalaria quadriocellata
Ocalaria quadriocellata är en fjärilsart som beskrevs av Walker 1863. Ocalaria quadriocellata ingår i släktet Ocalaria och familjen nattflyn. Inga underarter finns listade i Catalogue of Life.